# La isla del doctor Moreau (película de 1996)
La isla del doctor Moreau es una película de 1996, la tercera gran versión cinematográfica de la novela de H. G. Wells La isla del doctor Moreau (que antes fue adaptada por Tim Burton en el cortometraje The Island of Doctor Agor), una historia de ciencia ficción y horror acerca de un científico que intenta convertir a los animales en personas. La cinta tuvo una pésima recepción crítica y fue incluso nominada a múltiples premios Razzie.[cita requerida]

## Sinopsis
En el año 2010, un náufrago llega a una isla solitaria del Océano Pacífico, en la que un extraño doctor se dedica a experimentar con animales, con el objetivo de convertirlos en humanos y, de esta manera, mejorar la especie. El resultado, sin embargo, son unos monstruos horribles que planean levantarse de forma inminente contra su creador para cobrar venganza de su naturaleza cambiada por su creador y tener que acostumbrarse a su forma humana y mitad animal por siempre.

## Producción
El rodaje, localizado en la jungla tropical de Cairns (Australia), tuvo que atravesar por muchas dificultades por el clima (un huracán alteró el programa, dos actores se despidieron, el presupuesto se desmadró), y no de las más pequeñas la rivalidad entre el divo Marlon Brando, que no sabía ni quería saber el papel, y Val Kilmer, también con fama de difícil, y para colmo en pleno proceso de divorcio. Brando tuvo que interrumpir el rodaje y marchar a causa del suicidio de su hija Cheyenne. Tardó en volver y a veces se negaba a salir de su autocaravana, al igual que Val Kilmer. Esas y otras dificultades incidieron tanto en el director sudafricano Richard Stanley que este empezó a tener una conducta errática y fue despedido a la media semana de rodaje. Lo sustituyó John Frankenheimer, quien todavía tuvo que lidiar con los mismos y más problemas. Sin embargo, sin que nadie lo supiese, Richard Stanley seguía allí en una cabaña construida por él mismo, y luego se infiltró en el rodaje caracterizado como un animal semihumano como los de la película, cuyo guion había contribuido en parte a escribir.

## Mensaje
En la novela se trata de mostrar cómo la barrera que separa al hombre del animal se hace a veces tan fina que no se sabe cuándo es traspasada. Los animales, o mejor dicho, «humanimales», muestran cómo se comportan los hombres en realidad. Algunos lo hacen de forma vandálica e irrepresiva, otros son pacifistas y temerosos, pero todos en última instancia solo intentan sobrevivir.[cita requerida]